# 하타노촌 (아키타현)
하타노촌(幡野村)은 아키타현 오가치군에 있던 촌이다. 현재의 유자와시 중심부의 북서쪽, 오모쓰강 우안, 국도 398호 연선에 해당한다.

## 역사
- 1889년 4월 1일 - 정촌제 시행에 의해 4촌의 구역으로 성립하였다.
- 1954년 3월 31일 - 유자와 정, 이와사키 정, 야마다 촌, 미쓰세키 촌, 벤텐 촌과 합병해 유자와시가 성립하였다. 동일 하타노촌은 폐지되었다.

## 교통

### 도로
- 유자와 도보 (현:국도 398호선)